# Sokorói-Bakony-ér
Sokorói-Bakony-ér är ett vattendrag i Ungern. Det ligger i den västra delen av landet, 110 km väster om huvudstaden Budapest.